# Pindarosz
Pindarosz vagy latinosan Pindarus (ógörögül: Πίνδαρος, nevének átírásváltozata Pindaros; Künoszkephalai, i. e. 522/518 – Argosz, i. e. 442/438) ókori görög költő. Az arisztokratikus világnézet, az archaikus görög erkölcsi eszmény utolsó nagy lírikusa volt az athéni demokrácia kibontakozása előtti korszakban. Zenei kísérettel előadott kardalai a vallási ünnepek és állami versenyek tiszteletére írott, mitológiai elemekkel átszőtt alkalmi költeményei, illetve a görögség vezető rétegének dicsőítő ódái.

## Életútja
Életrajzai adatai bizonytalanok, ráadásul a fennmaradt négy késő ókori, illetve bizánci Pindarosz-életrajz bővelkedik a legendaszerű motívumokban. Annyi bizonyos, hogy születése évében püthói játékokat rendeztek, azaz i. e. 522-re vagy 518-ra tehető születésének dátuma. Előkelő boiótiai családból származott, Daiphantosz és Kleodiké fiaként. 5. püthói ódájában az Aigeidák nemzetségét vallja őseinek, ám ennek a motívumnak szimbolikus értelmezése is lehetséges. Ifjúkorában a thébai Szkopelinosz volt a mestere, kevéssel később Athénba került és zeneművészetet tanult egy Apollodórosz (vagy Agathoklész) nevű mestertől. Legkorábbi ismert kardalát, a thesszáliai Hippokleasznak dedikált 10. püthói ódát 498-ban, azaz húszas évei elején írta. Költészetét ifjúkorában elismerték Hellász-szerte, s életében klasszikus költőként tisztelték. Nagy hatalmú athéni, thesszáliai, kis-ázsiai, szicíliai és észak-afrikai uralkodók, arisztokraták kérték fel dicsőítő költemények megírására.
Maga is sokat utazott görög városállamokba és kolóniákba. A 499-ben megindult görög–perzsa háborúk során hazája, Thébai városállama a görögök ellen fordult, s miután ezzel a döntéssel Pindarosz azonosulni nem tudott, lakhelyét elhagyta és a háborút feltehetőleg Aiginában vészelte át. Költői dicsősége csúcspontján, 476 és 474 között a szürakuszai türannosz, I. Hierón, majd az akragaszi Thérón vendégeként Szicíliában tartózkodott, s valószínűleg ismeretséget kötött Bakkhülidésszel és Szimónidésszel is. Hazatértét követően thébai lakhelye mellett Rheia- és Pán-szentélyeket emelt, amelyekről még Pauszaniasz Periégétész is beszámolt.
Utolsó költeménye 446-ból ismert, de az ókori hagyomány szerint betöltötte a nyolcvanadik életévét, amikor Argoszban, egy szeretett ifjú ölében meghalt. Hamvait leányai hazaszállították Thébaiba, és síremléket emeltek számára. Házát a költő iránti tiszteletből a világhódító III. Alexandrosz is megkímélte a pusztulástól, és síremléke még a 2. században erre utazó Pauszaniasz Periégétész idejében is állt.

## Munkássága
Költői tehetségét Pindarosz az istenek ajándékának, szent hivatásnak tartotta, önmagát vátesznek vallotta. Ezzel az ars poeticával sajátos ellentmondásban áll az a tény, hogy többnyire felkérésre, pénzért írta költeményeit. Műveit az alexandriai filológusok műfajuk szerint tizenhét könyvre osztották fel, ezek közül legteljesebben négy könyvnyi terjedelmű kardalai maradtak az utókorra.
További költeményeiből csupán részletek maradtak fenn néhány papirusztöredéken. Élete korai szakaszából, az i. e. 490-es évekből főként egy-egy istenség kultuszához kapcsolódó költeményei, Apollón tiszteletére írt paianok és dithüramboszok maradtak fenn. Eme korszakából kiemelkedik a delphoi Theoxenia számára írt paianja, amelyben a korábban a trójai Apollón-oltárnál menedéket kereső Priamosz gyilkosa, az aiginai Neoptolemosz Apollón általi halálra sújtását énekelte meg. Ezzel magára haragította ugyan az aiginaiakat, de később – maga is a város ideiglenes lakójaként – számos dicsőítő költeményt írt a város héroszairól és bajnokairól. Ugyanebben az időszakban, 490 körül született első epinikionja, az auloszversenyen diadalmaskodó Akragaszi Midasz számára írt dicsőítő kardala (12. püthói óda).
A görög–perzsa háborúban aratott görög diadalok, így például az artemiszioni, a szalamiszi és a plataiai csaták győzelmi ódák megírására ihlették. Szicíliai tartózkodásához kötődnek vendéglátóit, Hierónt és Thérónt dicsőítő ódái, kardalai, bölcselkedő költeményei. További töredékei között találni himnuszokat, proszodionokat (felvonulási énekek), partheneionokat (leányénekek), hüporkhémákat (táncdalok), enkómionokat (dicsőítő dalok) és thrénoszokat (siratóénekek) is.
Életművének legmarkánsabb vonulatát négykönyvnyi terjedelemben fennmaradt, a püthói, olümpiai, iszthmoszi és nemeai játékversenyek győzteseit, atlétáit és versenyfogat-tulajdonosait ünneplő, a 480-as–440-es évekre datálható, dór dialektusban írt kardalai, ún. epinikionjai képviselik. Költeményei előadását eredetileg feltehetően valamely pengetős hangszer és aulosz kísérte, de a dallam és a zenei kíséret lejegyzése nem maradt fenn. E körbe tartozó kultikus alkalmi költeményei rendszerint egy-egy gnómával, bölcs mondással összekötött három tartalmi részre tagolódnak. A művet keretező bevezető, illetve befejező szakaszban az ünnepelt győztest szólítja meg és győzelme leírásának szentel teret a költő, a középső részben pedig a megszólított szülővárosának egy-egy helyi mítoszát meséli el, s az általa levont erkölcsi tanulságokon keresztül diadalmas és emelkedett hangvétellel a város – összességében a görögség – héroszait és isteneit magasztalja. A hangsúly mindig ez utóbbi tematikai egységen van, Pindarosz költeményein, a mitológiai motívumokon keresztül eszményíti a görög nemesség elidegeníthetetlen, istenektől való erényeit és kiválóságait, az ún. aretét. Ódáit jellemzően daktiloepitritus vagy aiól jambikus versmértékben írta. A költemények ritmikai szempontból is hármas tagolódásúak, rendszerint azonos ritmusú, versszakból (sztrophé) és ellenversszakból (antisztrophé) álló strófapárból épülnek fel, amelyeket egy eltérő ritmikájú harmadik versszak (epódosz) egészít ki. Pindarosz nyelvezetét talányosan tömör költői képek, ünnepélyes metaforák és metonímiák jellemzik, szókincse és mondatfűzése is eltér a köznyelvi normáktól.

## Hatása
Művészete kortársai közül Bakkhülidészre volt hatással, de az általa képviselt lírát hazájában már a halálát követő időszakban, a demokrácia eszményének uralkodása idején is elavultnak, túlságosan arisztokratikusnak tartották. Kultuszát az alexandriaiak, különösen Arisztophanész Büzantiosz ápolta, majd költészetét a hellenisztikus kor fedezte fel ismét. Kardalai hatottak Horatiusra, s rajta keresztül a római költészetre. Miután művei 1513-ban nyomtatásban is megjelentek, ódaköltészete ösztönzőleg hatott a 16. századi itáliai lírára (pindarizmus), valamint Pierre de Ronsard és a Pléiade kör művészetére, de Ulrich Zwingli is követendőként emelte ki a pindaroszi dalköltészet magas szintű erkölcsiségét. A 18. században Voltaire ok nélkül csodált művészetként írta le Pindarosz líráját, kevéssel utóbb a német irodalmi körök, többek között Goethe és Hölderlin lelkesedéssel fordultak Pindarosz felé. A magyar olvasóközönség Rájnis József, Fábchich József és Kazinczy Ferenc tolmácsolásával ismerhette meg Pindarosz költészetét, első magyar nyelvű antológiája 1929-ben, Csengery János fordításában jelent meg (Pindaros).
Fennmaradt műveinek teljes kritikai kiadását Bruno Snell és Herwig Maehler rendezte sajtó alá Pindari carmina cum fragmentis címen 1975–1980-ban.

## Magyarul
- Pindaros; ford. Csengery János; Globus Ny., Bp., 1929 (Görög és római remekírók)

## Művei online
- http://www.ekonyvkereso.net/file/00300/00386/00386.htm%5B%5D